# 申克伦斯费尔德
申克伦斯费尔德是德国黑森州的一个市镇。总面积63.79平方公里，总人口4568人，其中男性2284人，女性2284人（2011年12月31日），人口密度72人/平方公里。